# Lonchocarpus vallicola
Lonchocarpus vallicola là một loài thực vật có hoa trong họ Đậu. Loài này được (Standl. & F.J. Herm.) M. Sousa mô tả khoa học đầu tiên năm 2009.